# BEST OF GREEN MIND '09
『BEST OF GREEN MIND '09』（ベスト オブ グリーン マインド 09）は、秦基博の弾き語りアルバム。

## 解説
- 2010年12月までの期間限定生産。
- 初回限定盤は特製スリーブケース仕様限定パッケージ。
- また、アコースティックツアー『GREEN MIND 2010』のチケット優先予約案内が封入されている。

## 収録曲

### DISC 1
1. やわらかな午後に遅い朝食を
2. 虹が消えた日
3. シンクロ
4. Lily
5. 君とはもう出会えない
6. 僕らをつなぐもの
7. 最悪の日々
8. 赤が沈む
9. サークルズ
10. 鱗（うろこ）
11. dot
12. Theme of GREEN MIND
  - 新録。
13. アイ（弾き語りVersion）
  - 新録。
  - 「アイ Premium　Package」にも収録されている。

### DISC 2
1. 朝が来る前に
2. フォーエバーソング
3. Halation
4. プール
5. ファソラシドレミ
6. Baby,I miss you
7. キミ、メグル、ボク
8. 花咲きポプラ
9. 青い蝶
10. 風景